# Tabanus subrubidus
Tabanus subrubidus är en tvåvingeart som beskrevs av Chvala och Lyneborg 1970. Tabanus subrubidus ingår i släktet Tabanus och familjen bromsar. Inga underarter finns listade i Catalogue of Life.